# Dendrobium sarcodes
Dendrobium sarcodes är en orkidéart som beskrevs av Rudolf Schlechter. Dendrobium sarcodes ingår i släktet Dendrobium, och familjen orkidéer.

## Underarter
Arten delas in i följande underarter:
- D. s. majus
- D. s. sarcodes